# Elsa Schiaparelli
Elsa Schiaparelli (Roma, 10 de septiembre de 1890 – París, 13 de noviembre de 1973) fue una diseñadora de moda italiana, que destacó especialmente en los años 1930 y 1940.

## Biografía
Nació en el Palazzo Corsini en Roma. Su padre era decano de la Universidad de La Sapienza, orientalista y una autoridad en sánscrito. Era sobrina del astrónomo Giovanni Schiaparelli, con el cual pasó mucho tiempo estudiando los cielos. 
Estudió filosofía y en un momento dado escribió poemas eróticos que no gustaron a la familia, por lo que la enviaron a un convento y ella inició una huelga de hambre. A principios de 1910 viajó a Londres donde en 1912 conoció al conde Wilhelm de Wendt de Kerlor teósofo y médium. Se casaron en 1914 y tuvieron una hija, María Luisa Yvonne Radha, que les dará dos nietas, Marisa Berenson, maniquí y actriz y Berry Berenson, fotógrafa y actriz. El conde Wilhelm la abandonó por la bailarina Isadora Duncan y Schiaparelli decidió trasladarse a París donde se hizo amiga de los dadaístas y recorría los mercadillos para encontrar objetos que después vendería a anticuarios.
En 1927 abrió en París su primera tienda Pour le Sport en el número 4 de la rue de la Paix. Introduce la falda pantalón en el vestuario femenino que trasladará al deporte. En 1931 diseñó para la tenista española Lilí Álvarez la primera falda pantalón, considerada escandalosa para la época, que utilizó en el Roland Garros de París y después en el torneo de Wimbledon.

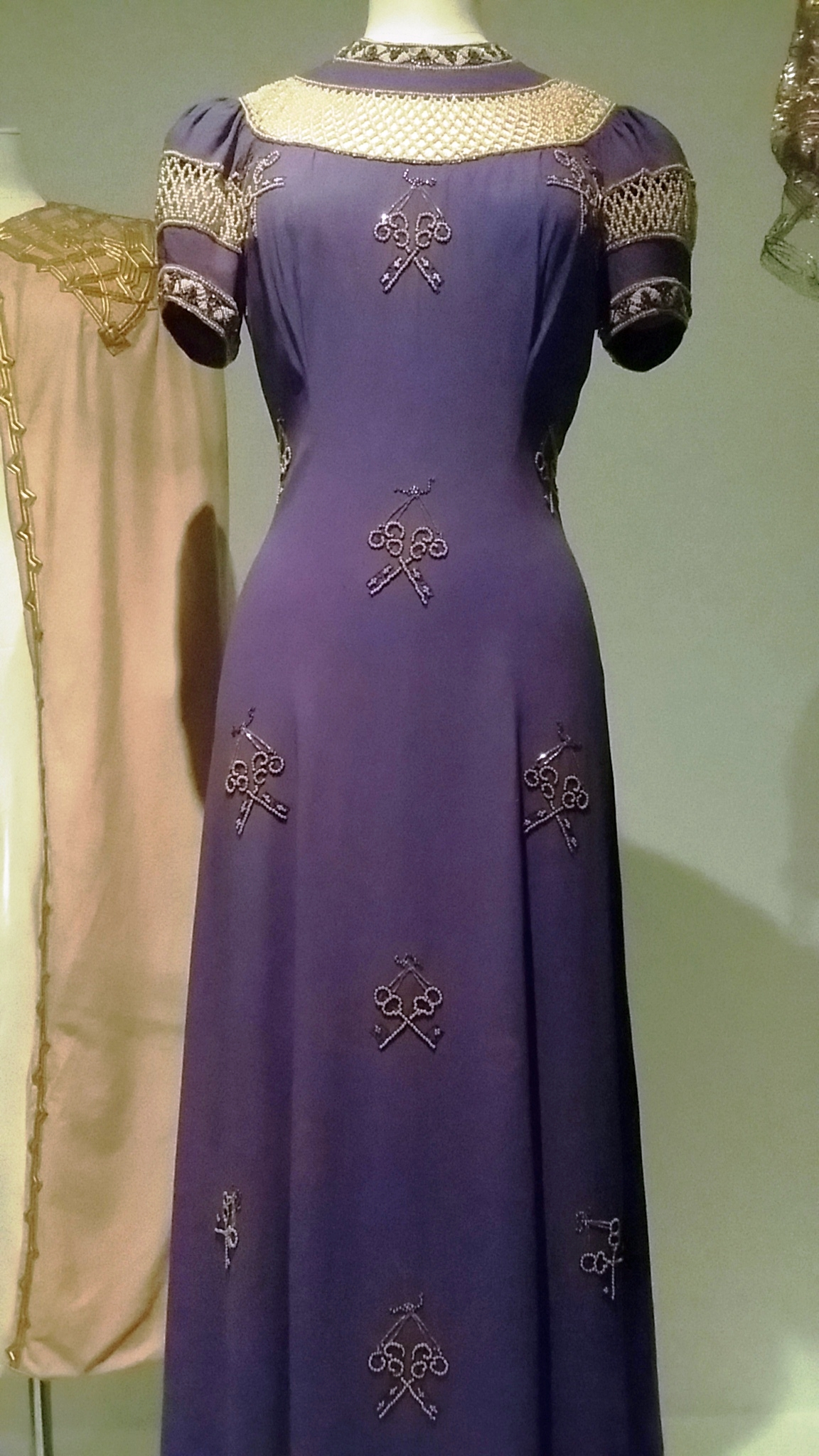
Verano de 1939, vestido de noche de Schiaparelli.

Su dedicación a la moda la convirtió en una de las diseñadoras más reconocidas y famosas del siglo XX. Sus modelos se consideraron atrevidos y sorprendentes para los cánones de su época; en muchos de ellos incluía elementos extravagantes, como sombreros en forma de zapato o estampados figurando langostas; obtuvo mucha inspiración del movimiento surrealista, tratando con artistas como Jean Cocteau y especialmente, Salvador Dalí, con quien colaboró en varios proyectos y cuya iconografía onírica adaptó a sus modelos.
Además de vestidos, también se dedicó a la creación de perfumes y complementos, con gran éxito; para sus perfumes diseñaba botellas con formas novedosas, como maniquíes (inspirado uno de ellos en las medidas reales de la actriz Mae West, una de sus clientas habituales), palmatorias, botellas de vino, etc.
Sus diseños, caracterizados por el desenfado, la modernidad y el atrevido colorido (su color favorito era el rosa fucsia, al que ella llamaba "shocking pink") la convirtieron en una de las figuras legendarias de la historia de la moda.
Elsa Schiaparelli fue la primera mujer diseñadora de moda que apareció en la portada de la revista Time en agosto de 1934, como resultado de su gran influencia en el mundo de la moda y por la importancia que aportaba la alta costura parisina a la economía de Francia y Estados Unidos. 

## Familia
La única hija de Elsa Schiaparelli, la condesa Maria Luisa Yvonne Radha de Wendt de Kerlor, conocida como Gogo Schiaparelli, contrajo matrimonio con el ejecutivo marítimo Robert L. Berenson. Tuvieron dos hijas, la actriz y modelo Marisa Berenson y la fotógrafa Berry Berenson.Berry Berenson contrajo matrimonio con el actor Anthony Perkins, quien falleció por complicaciones derivadas del SIDA el 12 de septiembre de 1992. Casi nueve años más tarde, el 11 de septiembre de 2001, Berry pereció trágicamente en el vuelo 11 de American Airlines, cuando este se estrelló contra la Torre Norte del World Trade Center durante los ataques terroristas del 11 de septiembre.
Los bisnietos de Elsa Schiaparelli incluyen al actor Oz Perkins y al músico Elvis Perkins, de su hija Berry y a Starlite Melody, del primer matrimonio de Marisa.